# José Beltrão
José Beltrão   (Lisboa, 27 de novembre de 1905 - 1948) va ser un genet portuguès que va competir durant la dècada de 1930.
El 1936 va prendre part en els Jocs Olímpics de Berlín, on va disputar dues proves del programa d'hípica amb el cavall Biscuit. Va guanyar la medalla de bronze en la prova de salts d'obstacles per equips i fou sisè en la de prova de salts individual.